# 中华人民共和国第二十六届图书交易博览会
中华人民共和国第二十六届图书交易博览会，简称第二十六届书博会，于2016年7月28日至30日在内蒙古自治区包头市举办，并在乌海市、乌兰察布市设立两个分会场。
本届书博会杨绛当选“读书致敬人物”。